# 5 (chiffre)
Chiffre cinq, 5
Ne doit pas être confondu avec le nombre cinq
Pour les articles homonymes, voir Cinq.
Pour l'année 5 du calendrier julien, voir 5.
Le cinq, symbolisé  « 5 », est un chiffre arabe, utilisé notamment pour signifier le nombre cinq.

Le terme « chiffre » désigne ici le signe scriptural utilisé pour écrire des nombres ou des numéros. Le terme « nombre » se réfère, quant à lui, à l’objet mathématique en tant que quantité et aux concepts qui s’y rapportent.
Avec les autres chiffres arabes, il est utilisé par le monde occidental et le reste du monde pour l'écriture des nombres (notamment dans le cadre du système de numération indo-arabe), ainsi que pour la plupart des systèmes de numérotation.

## Évolution du glyphe

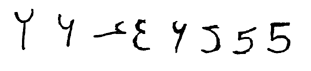

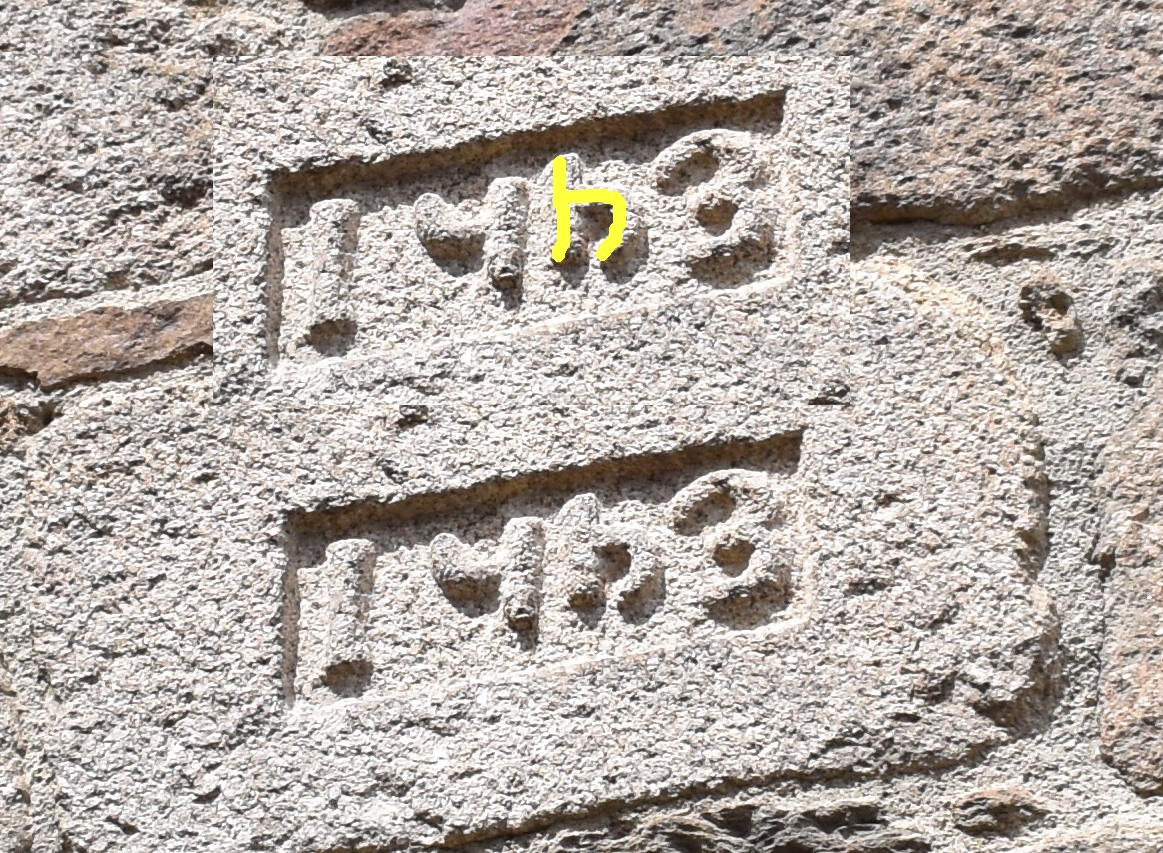
Le glyphe du chiffre 5 au XVè siècle.
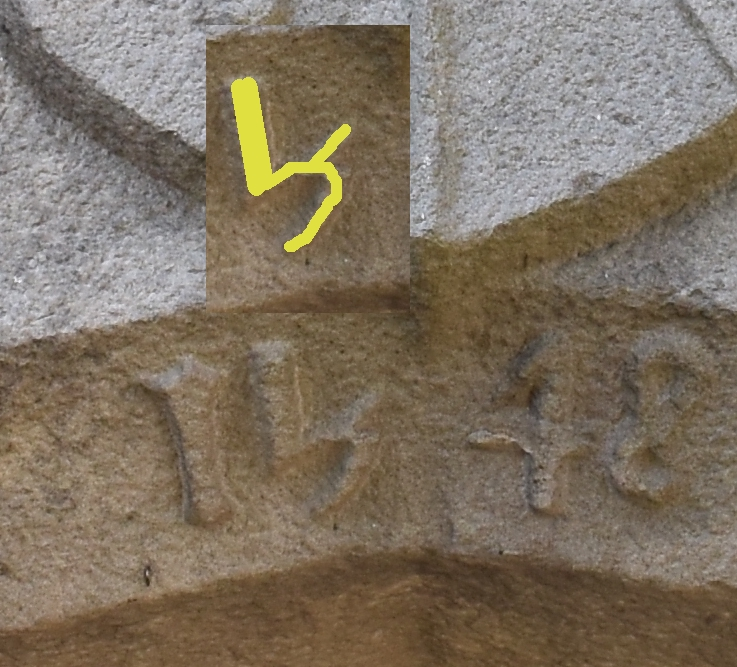
Le glyphe du chiffre 5 au XVIè siècle.
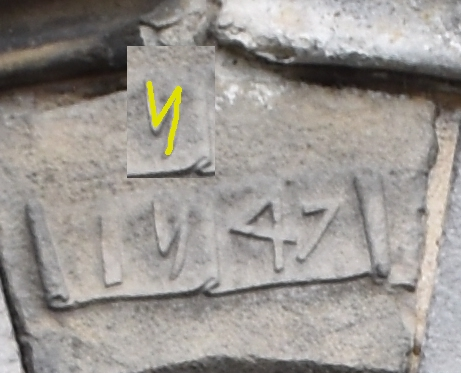
Le glyphe du chiffre 5 au XVIè siècle.
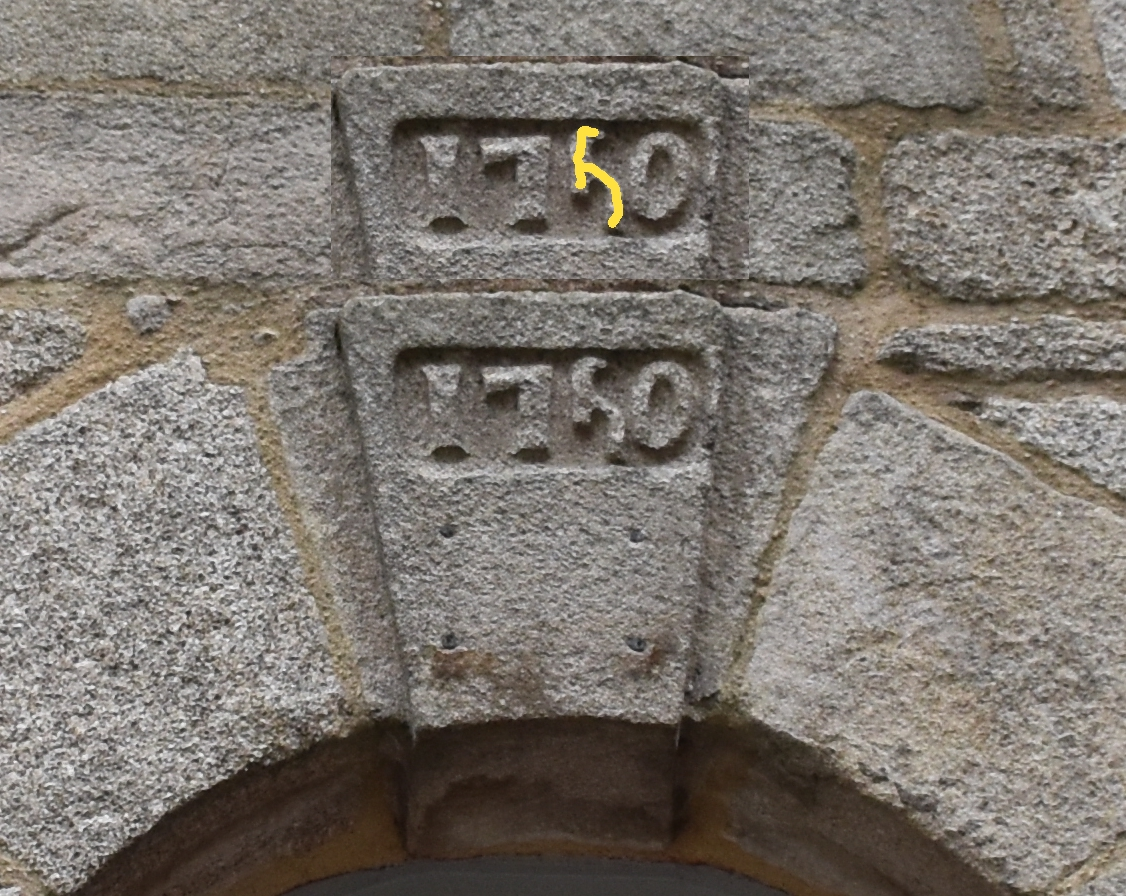
Le glyphe du chiffre 5 au XVIIIè siècle.

L'évolution de notre glyphe moderne pour cinq ne peut pas être tracée nettement vers les brahmanes hindous de la même manière que nous l'avons fait de 1 jusqu'à 4. Plus tard, les peuples hindous Kushana et Gupta ont eu parmi eux-mêmes plusieurs glyphes différents qui ne produisent aucune ressemblance avec le glyphe moderne. Les Nagari et Punjabi ont pris ces glyphes et les ont fait évoluer vers un h minuscule mis en miroir et tourné la tête en bas. Dans les chiffres dits ghûbar des Arabes d'Afrique et d'Espagne, le glyphe a été transformé de plusieurs manières différentes, arrivant à des glyphes ressemblant plus à 4 ou 3 plutôt que 5. C'est à partir de ces caractères que les Européens en firent finalement le 5 moderne, bien que d'une évidence purement graphique, il serait plus facile de conclure que notre 5 moderne vient du khmer.

## Affichage à sept segments
Voici le « 5 » dans un affichage à sept segments, utilisé notamment sur certains écrans de visualisation :

Affichage du « 5 ».